# Monodontomerus torchioi
Monodontomerus torchioi är en stekelart som beskrevs av Grissell 2000. Monodontomerus torchioi ingår i släktet Monodontomerus och familjen gallglanssteklar. Inga underarter finns listade i Catalogue of Life.